# Фиггерс, Фредди
Фредди Фиггерс (род. 26 сентября 1989) — американский технологический предприниматель, изобретатель и основатель Figgers Communication и Figgers Foundation.

## Жизнь и карьера
Фредди Фиггерс был брошен при рождении в мусорный бак и через два дня усыновлён Натаном Фиггерсом. Натан был подсобным рабочим и разнорабочим, а его жена Бетти Мэй работала на ферме. Фредди вырос в Куинси, штат Флорида. В детстве он любил ремонтировать старое электрооборудование. Его первым ремонтом компьютера был сломанный Macintosh, который он приобрёл, когда ему было девять лет, и ему удалось отремонтировать его, припаяв части радиочасов к печатной плате. Когда ему было двенадцать, он начал ремонтировать и обслуживать компьютеры в своей школе во время внеклассной программы. Директор, который был мэром города, нанял его ремонтировать компьютеры в мэрии. Позже Фредди написал программу для проверки манометров воды. Затем он бросил школу в пятнадцать лет, чтобы заняться бизнесом, ремонтируя компьютеры в сарае на заднем дворе. Он запустил собственную службу облачного хранения в 2005 году. Последующее расширение он финансировал, написав программное обеспечение для клиентов.
Изобретения Фиггерса включают GPS-трекер, который он встроил вместе с двусторонним коммуникатором в подошву обуви своего отца после того, как Натан Фиггерс заболел болезнью Альцгеймера и начал бродить; В январе 2014 года он продал права на трекер за 2,2 миллиона долларов, но в том же месяце его отец умер.
После смерти своего дяди-диабетика он также разработал сетевой глюкометр, чтобы передавать уровни глюкозы пользователей назначенному родственнику и их врачу, и это создавало предупреждение в случае отклонений.
В шестнадцать Фиггерс основал Figgers Communication.  В 2008 году, когда ему было девятнадцать, он основал Figgers Wireless и начал обращаться в Федеральную комиссию по связи США за телекоммуникационной лицензией для предоставления интернет-услуг в сельских районах северной Флориды и прилегающей южной Джорджии. Когда он получил лицензию в 2011 году, в возрасте 21 года, он был самым молодым оператором связи в США, а по состоянию на февраль 2020 года Figgers Communication была единственной телекоммуникационной компанией в стране, принадлежащей чернокожим.

## Личная жизнь
Фиггерс женат на Натли Фиггерс,  у них есть дочь. Жена руководит фондом, который помогает обездоленным детям и семьям и предоставляет гранты на проекты в области образования и здравоохранения.